# Tmesisternus breuningi
Tmesisternus breuningi är en skalbaggsart som beskrevs av Gilmour 1950. Tmesisternus breuningi ingår i släktet Tmesisternus och familjen långhorningar. Inga underarter finns listade i Catalogue of Life.